# Air Madrid
Air Madrid Líneas Aéreas S.A. war eine spanische Fluggesellschaft mit Sitz in Madrid und Basis auf dem Flughafen Madrid-Barajas.

## Geschichte
Air Madrid wurde im Dezember 2003 von einer Unternehmensgruppe und Privatleuten gegründet und startete mit dem Flugbetrieb im Mai des darauffolgenden Jahres mit zwei werksneuen Airbus A330-200.
Beim Betriebsstart ergaben sich Probleme mit den Verkehrsrechten nach Kolumbien seitens der kolumbianischen Regierung, und so konnte Air Madrid anfangs nur nach Cartagena (CTG) fliegen und nicht wie geplant auch nach Bogotá (BOG).
Ebenfalls 2004 erwarb die Optursa Management Ltd. 100 % der Anteile. Dieses Tourismusunternehmen, Minderheitsbesitzer war die englische My Travel, war u. a. im Besitz von 37 Hotels, diverser Reisebüros und Alada Tours (Alada war dann auch das Rufzeichen von Air Madrid).
Mit der Zeit wollte Air Madrid auch den Kontinentalverkehr ausbauen, um Zubringerflüge anbieten zu können. Daher flottete sie zwei Airbus A319-100 ein und verhandelte über ein Leasing von fünf Airbus A320-200.
Nach einer Umfrage des spanischen Verbraucherverbandes Organización de Consumidores y Usuarios (OCU) unter 8.600 Reisenden aus ganz Europa wurde die Fluglinie im April 2006 als diejenige eingestuft, die die meisten Verspätungen verzeichnete. Unter 110 gelisteten Fluggesellschaften belegte sie beim Globalindikator „Kundenzufriedenheit“ den 110. Platz.
Zu Beginn 2006 nahm Air Madrid die Route von Madrid nach Buenos Aires (EZE) via Fortaleza (FOR) auf. Zudem wurden ein dritter Airbus A321 und zwei geleaste Airbus A319-100 übernommen, womit die Zubringerverbindungen in Spanien und Europa weiter ausgebaut werden konnten. Im Mai wurde dann der einzige Airbus A340 übernommen.
Die ernsthaften Probleme für Air Madrid begannen im November 2006, als ein Airbus A310 wegen ausstehender Zahlungen am Boden bleiben musste. Wenig später wurde dann aus demselben Grund auch der Airbus A340 gegroundet.
Am 15. Dezember 2006 kündigte Air Madrid die sofortige Einstellung ihres Betriebes an, wodurch rund 120.000 Passagiere um ihren Rückflug bangen mussten. Die spanische Regierung organisierte dann Charterflüge, um die gestrandeten Passagiere (im Fachjargon Strapax genannt) heimzufliegen.
Nach der Einstellung des Flugbetriebes gab es noch 300.000 verkaufte Tickets, die noch nicht in Anspruch genommen worden waren.
Nach einer Presseerklärung des Unternehmens trage die Schuld für die Betriebseinstellung alleine das spanische Verkehrsministerium, das seit Tagen mit einem Lizenzentzug drohe. Air Madrid war zuvor vom spanischen Verkehrsministerium und der Behörde für zivile Luftfahrt unter Androhung möglichen Lizenzentzuges aufgefordert worden, die gehäuften, teils dreitägigen Verspätungen zu erklären und abzustellen. Dies erwähnte das Unternehmen in seiner Presseerklärung jedoch nicht.
Um dem drohenden Lizenzentzug zu entgehen, hatte das Unternehmen einen Tag zuvor angekündigt, auf Ziele zu verzichten und die Flugzeugflotte erweitern zu wollen. Die Entscheidung der Fluggesellschaft fiel, bevor sich das Ministerium abschließend geäußert hatte. Das spanische Verkehrsministerium entzog der Gesellschaft schließlich am 18. Dezember 2006 die Betriebslizenz. Am 22. Dezember 2006 meldete Air Madrid Insolvenz an.
Am 26. Dezember 2006 gab die LTU bekannt, dass sie offen über einen Einstieg bei Air Madrid nachdenke. Am 29. Dezember wurden die Gespräche zunächst für gescheitert erklärt. Schließlich übernahm Air Comet (damals noch als Air Plus Comet) 52 % der Mitarbeiter und die meisten Flugstrecken der Air Madrid nach Lateinamerika. Für einen Aufschlag von 200 Euro konnten bestehende Tickets für Air Madrid für entsprechende Air-Comet-Flüge gültig gemacht werden. Air Comet ihrerseits wurde 2009 insolvent.

## Ziele
Die Fluggesellschaft bot von Madrid und Barcelona aus hauptsächlich preiswerte Linienflüge nach Süd- und Mittelamerika an. Weitere Ziele waren aber auch die Balearen, die Kanaren und Ziele in Europa.
Die Flugziele der Air Madrid, wobei einige Ziele nur kurz im Flugplan waren:
von Madrid nach:
- Barcelona
- Bogotá
- Bukarest (Baneasa)
- Buenos Aires (z. T. mit Zwischenlandung in Santa Cruz de Tenerife (TFS))
- Cancún
- Caracas (z. T. mit Zwischenlandung in Santa Cruz de Tenerife (TFS))
- Cartagena
- Fortaleza
- Frankfurt
- Guayaquil
- Ibiza
- Lima
- Lissabon
- London (Gatwick)
- Mahon (Menorca)
- Málaga
- Managua
- Mexiko-Stadt
- Mailand (Malpensa)
- Nizza
- Palma de Mallorca
- Panama-Stadt
- Paris (CDG)
- Porlamar
- Punta Cana
- Puerto Plata
- Quito
- Rio de Janeiro
- Rom
- San José (Costa Rica)
- Santa Cruz de la Sierra (Bolivien)
- Santa Cruz de Tenerife (TFS)
- Santo Domingo
- Santiago de Chile
- São Paulo
- Tel Aviv
- Toulouse
- Varadero

von Barcelona nach:
- Bogotá
- Bukarest (Baneasa)
- Buenos Aires (z. T. mit Zwischenlandung in Fortaleza bzw. früher auch in Las Palmas de Gran Canaria)
- Cartagena
- Fortaleza
- Guayaquil
- Las Palmas de Gran Canaria
- Mahon (Menorca)
- Mailand (Malpensa)
- Nizza
- Quito
- Santa Cruz de Tenerife (TFS)
- Santiago de Chile

## Flotte

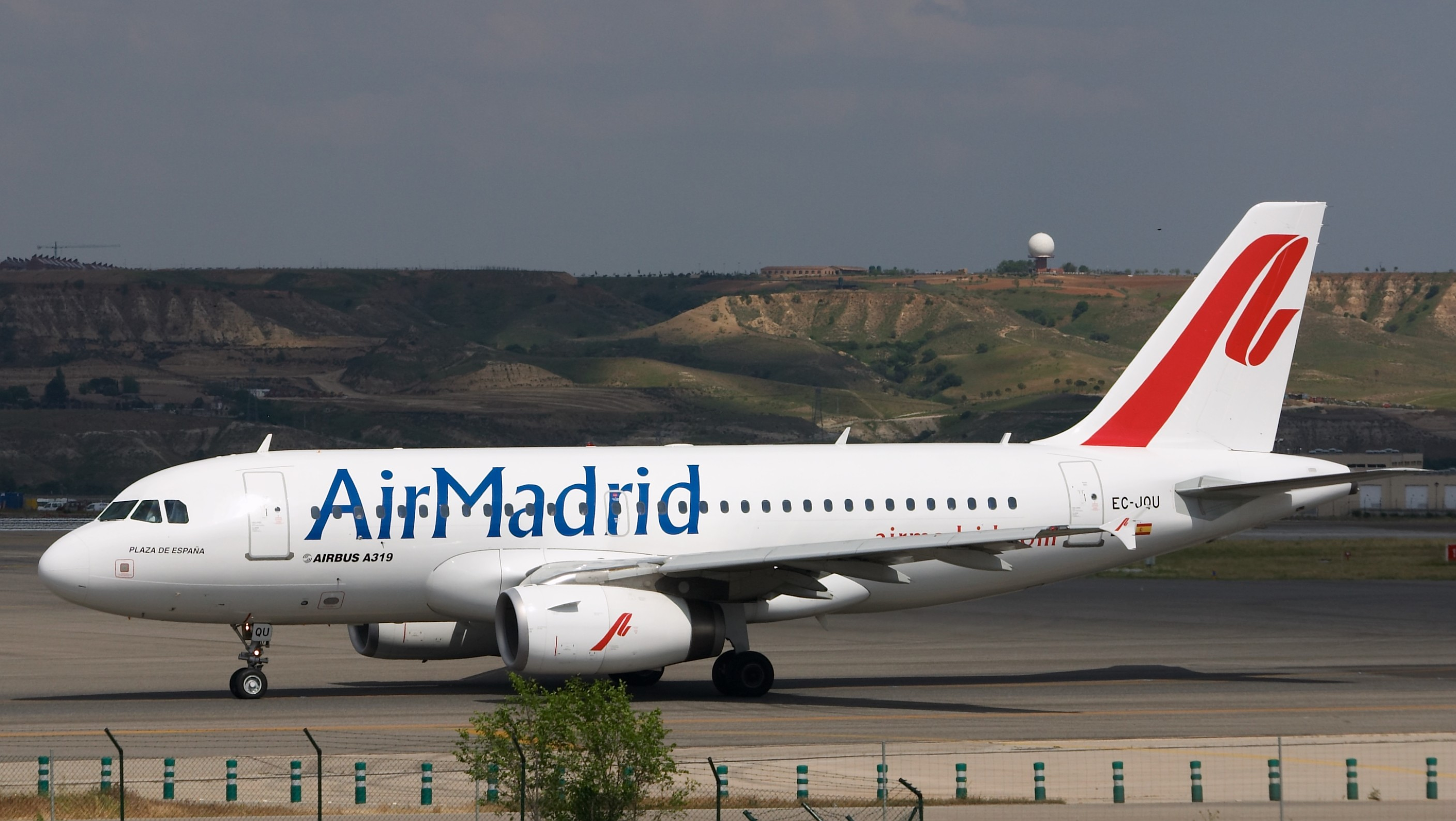
Ein Airbus A319-100 der Air Madrid

Zum Zeitpunkt der Einstellung des Flugbetriebs bestand die Flotte der Air Madrid aus acht Flugzeugen mit einem Durchschnittsalter von 8,4 Jahren:
- 1 Airbus A310-300 (wurde von Air Transat übernommen) (D-AIDH)
- 2 Airbus A319-100 (wurden von Sichuan Airlines übernommen) (EC-JQT und EC-JQU)
- 3 Airbus A330-200 (wurden von Air Comet und Novair (SE-ABG) übernommen)
- 1 Airbus A330-300 (wurde von Brussels Airlines übernommen) (EC-JMF)
- 1 Airbus A340-300 (EC-JIS)

Air Madrid mietete auch immer wieder andere Flugzeuge an wie z. B. Boeing 737-400 von Futura.